# 黄腿穴䳍
是䳍科穴䳍屬的一种鸟类。

## 特征
黄腿穴䳍体重约561.99克，翼长约182.2毫米，嘴峰长约32.9毫米，喙宽度约6.1毫米，喙厚度约5.3毫米，跗蹠长约53.9毫米，尾长约61.8毫米。黄腿穴䳍在其分布区内为留鸟，其栖息在密集的高大的树木组成的森林中。食性为草食性。

## 亚种
- ：分布于巴西东北部的低地（皮奧伊州至巴伊亞州和米纳斯吉拉斯州）。
- ：分布于巴西东南部沿海地区（米纳斯吉拉斯州至南里奥格兰德州）。[4]